# Filatelia en Argentina

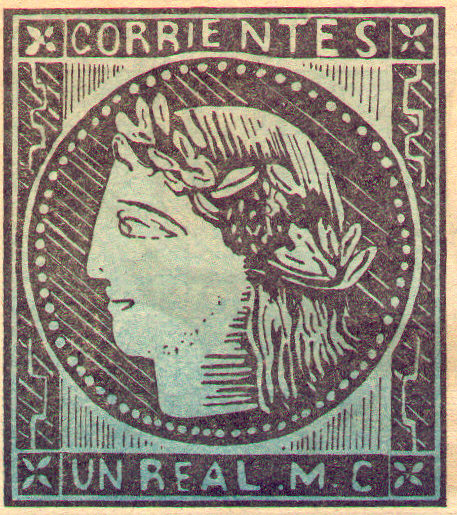
Imagen del Primer Sello Postal Argentino - Provincia de Corrientes

## Historia
Desde fines del siglo XIX, la filatelia tiene una importante distribución en la Argentina. Así en 1897 es fundada la Sociedad Filatélica Argentina, por José Marcó del Pont; gran experto y coleccionista él mismo. Algunos grandes coleccionistas extranjeros que se dedicaron a coleccionar sellos postales argentinos fueron Philipp von Ferrari y Alfred Liechtenstein.
Tradicionalmente los coleccionistas de Buenos Aires se reúnen todos los domingos por la mañana alrededor del ombú que se encuentra en el Parque Rivadavia, del barrio de Caballito. Los comercios filatélicos se agrupan en el microcentro de Buenos Aires, en el sector comprendido por las calles Maipú, Corrientes, Pellegrini y Viamonte.
En la localidad de Lomas de Zamora, sur del Gran Buenos Aires se encuentra, desde 1963, el prestigioso local de filatelia y numismática "Filatelia Marle". Con más de 60 años en el mercado sigue siendo lugar de compra y asesoramiento para los coleccionistas.

## Catálogos
Los catálogos especializados en Argentina son los de Mello Teggia, continuador del tradicional Petrovich y Jalil-Göttig, para saber los valores actuales de las emisiones comunes. Para el análisis de variedades, están los catálogos de Víctor Kneitschel (impreso por última vez en 1974; las ediciones más completas son las de 1958 y 1974) o de Samuel Klass (1970)